# Forst (Aachen)
Forst (ⓘ) ist ein Stadtteil von Aachen im Stadtbezirk Aachen-Mitte. Er liegt zwischen den Stadtteilen Frankenberger Viertel, Rothe Erde und Brand. Er gliedert sich in die Ortsteile Altforst, Driescher Hof, Hitfeld, Krummerück, Lintert und Schönforst.

## Geschichte
Als selbständige Gemeinde ging Forst 1815 aus dem ehemals zum Herzogtum Jülich gehörenden Amt Schönforst hervor. Auf Initiative von Oberbürgermeister Philipp Veltman wurde Forst am 1. April 1906 als zweiter Ort nach Burtscheid nach Aachen eingemeindet und bildet seither eine der Gemarkungen Aachens. Mit der Gebietsreform in Nordrhein-Westfalen durch das Aachen-Gesetz wurde Forst 1972 dem Stadtbezirk Aachen-Mitte zugeordnet und in die statistischen Bezirke Forst, Trierer Straße und Rothe Erde unterteilt, der äußerste Süden der Gemarkung wurde dem statistischen Bezirk Oberforstbach im Stadtbezirk Kornelimünster/Walheim zugeordnet.
Vor der Eingemeindung hatte Forst 7.874 Einwohner und eine Gemeindefläche von 1145,7 Hektar und gehörte zum Landkreis Aachen. Nach Angaben des Ortsverbandes Forst des Sozialverbands VdK Deutschland hat Schönforst, Altforst, Obere Trierer Straße, einschließlich der Großraumsiedlung Driescher Hof, die zwischen 1960 und 1980 von dem in Forst beheimateten Bauunternehmen Grünzig GmbH erbaut worden war, zusätzlich baute die Aachener Siedlungs- und Wohnungsgesellschaft u. a. 
Reihenhäuser mit einer Erbbaupacht von 99 Jahre die bis Ende 2070 besteht. Heute leben rund 25.000 Einwohner im Driescher Hof. Dieser Ortsteil war einst ein Ritterlehen der Reichsabtei Kornelimünster, das von dem Aachener Tuchfabrikanten Johann Arnold Bischoff aufgekauft und per Testament vom 11. April 1858 als gemeinnützige Stiftung der Armenverwaltung der Stadt Aachen übertragen worden war.

## Ortsbeschreibung

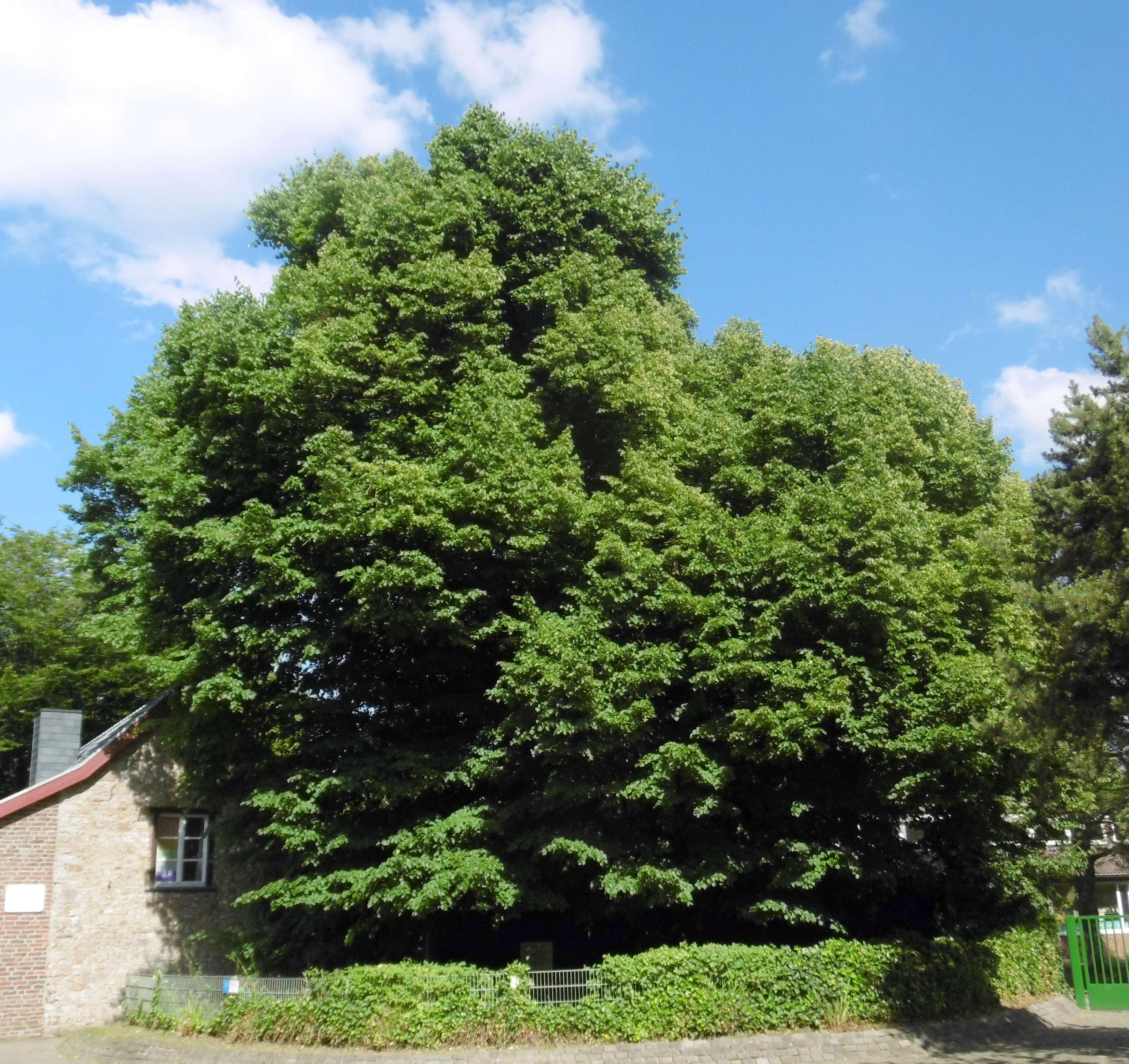
Forster Linde

Wahrzeichen des Ortes Forst ist die Forster Linde, ein mächtiger Baum an der Ostseite des früheren Dorfplatzes im Ortsteil Schönforst, geschätzt aus dem Jahr 1000. Dort befindet sich auch das ehemalige Schöffenhaus und die zentrale römisch-katholische Pfarrkirche St. Katharina. Sehenswert ist außerdem am Rande von Forst an der Grenze zur Beverau die evangelische Auferstehungskirche, der benachbarte Aachener Tierpark Euregiozoo sowie als Naherholungsziel der gegenüberliegende Nellessenpark mit dem durchfließenden Beverbach beim Gut Schönthal, der 1860 als Familienfideikommiss in den Besitz des Freiherrn Carl von Nellessen überging, aber seit 1980 frei zugänglich ist und direkt an den Aachener Wald anschließt. Der Beverbach bewirkte in früheren Zeiten zudem, dass sich an seinen Ufern mehrere Mühlenbetriebe ansiedelten, darunter auf Forster Gelände die Krautmühle, die Grünenthalsmühle und die Buschmühle.
Zwischen 1924 und 1954 befand sich im Bereich der heutigen Stettiner Straße im Ortsteil Driescher Hof die Sportanlage „Krummerück“ mit einem Fußballplatz und einer Radrennbahn, die auch für Motorradrennen genutzt wurde. Zu den überregional bekanntesten Forstern Sportvereinen zählt unter anderem der VfR Aachen-Forst, der im Stadion an der Reinhardstraße beheimatet ist.
Trotz der Verpflichtung der erweiterten Stadtgemeinde Aachen als Gesellschafterin der Firma „Krankenhaus Forst“ dafür einzutreten, dass das Forster Krankenhaus als allgemeines Krankenhaus erhalten bleibt, wurde das örtliche 185-Betten-Krankenhaus der Grundversorgung mit sechs ärztlichen Abteilungen in den 1980er Jahren geschlossen und das Gebäude in das Altenheim „Haus Margarethe“ umgewandelt.

## Galerie

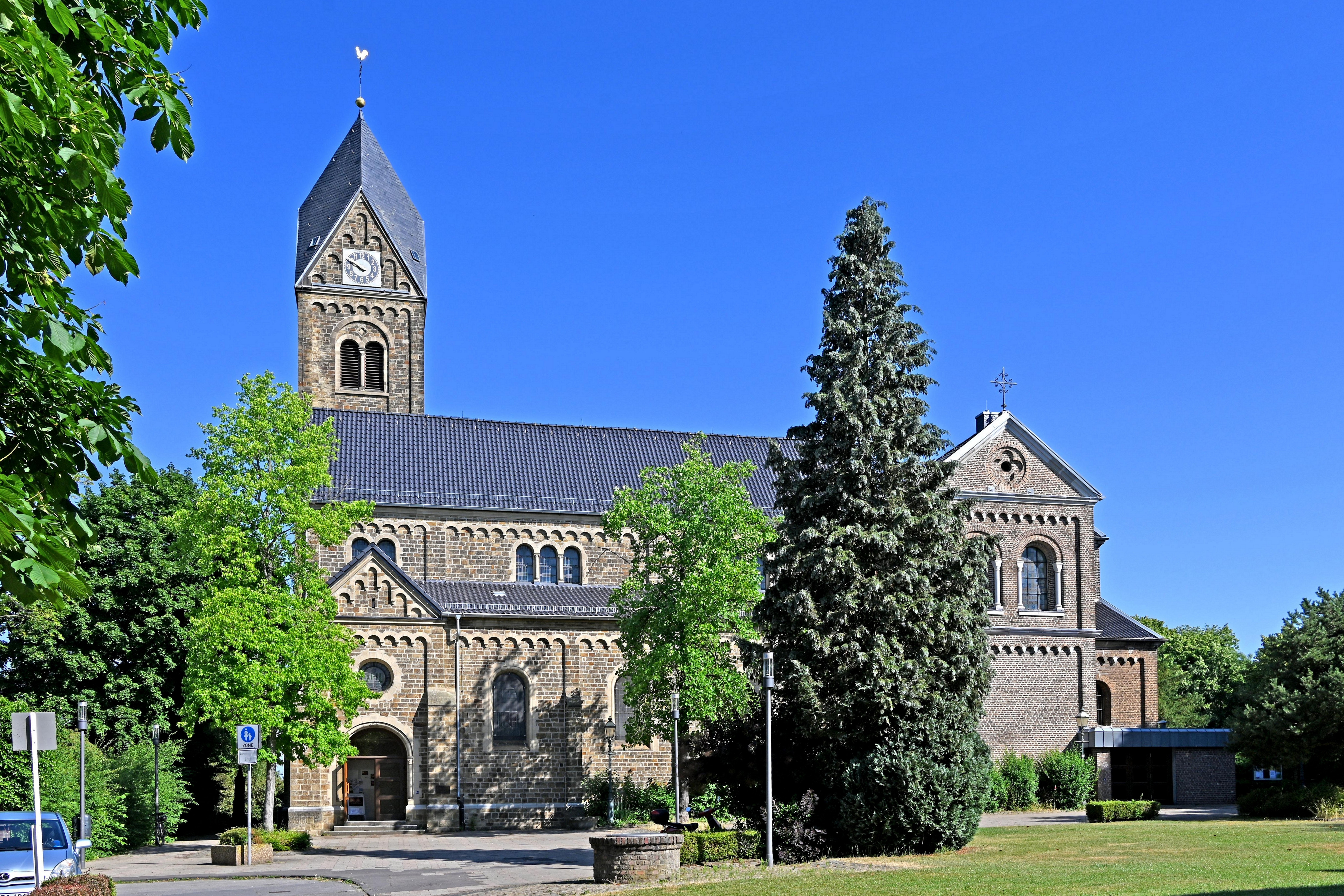
Rk. Pfarrkirche St. Katharina
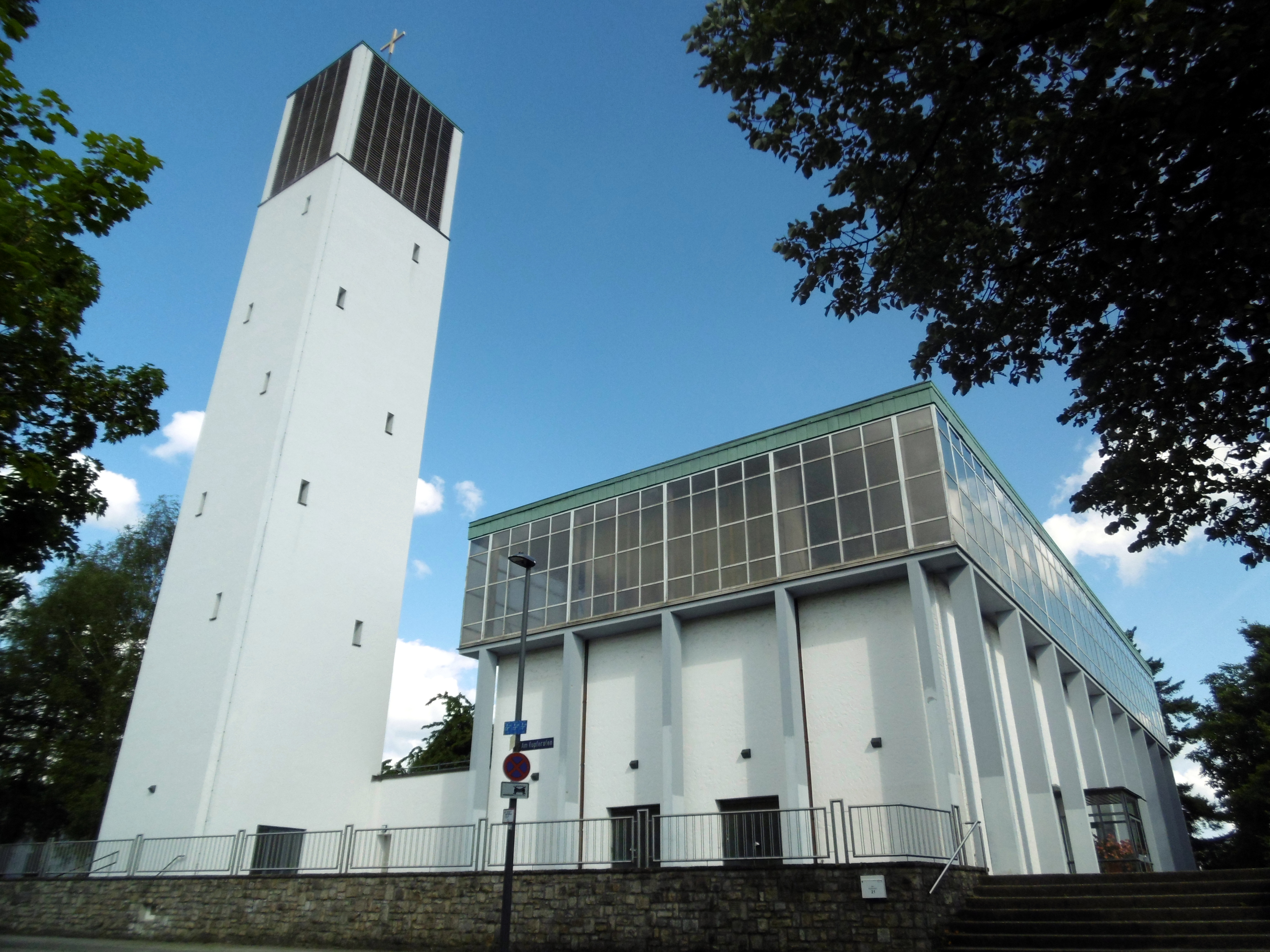
Ev. Auferstehungskirche
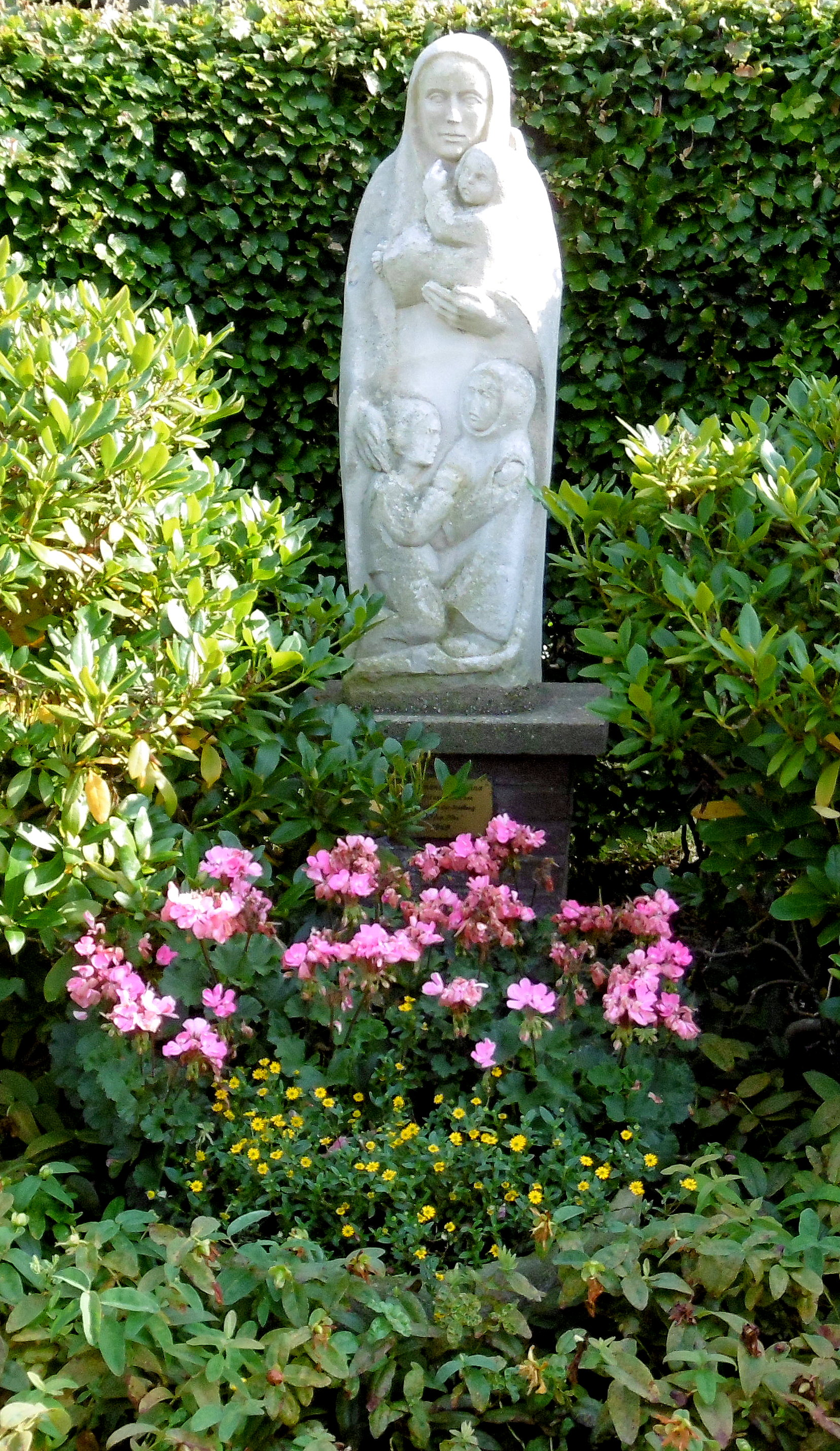
Schutzmantelmadonna (1949) der Siedlung „Auf dem Plue“
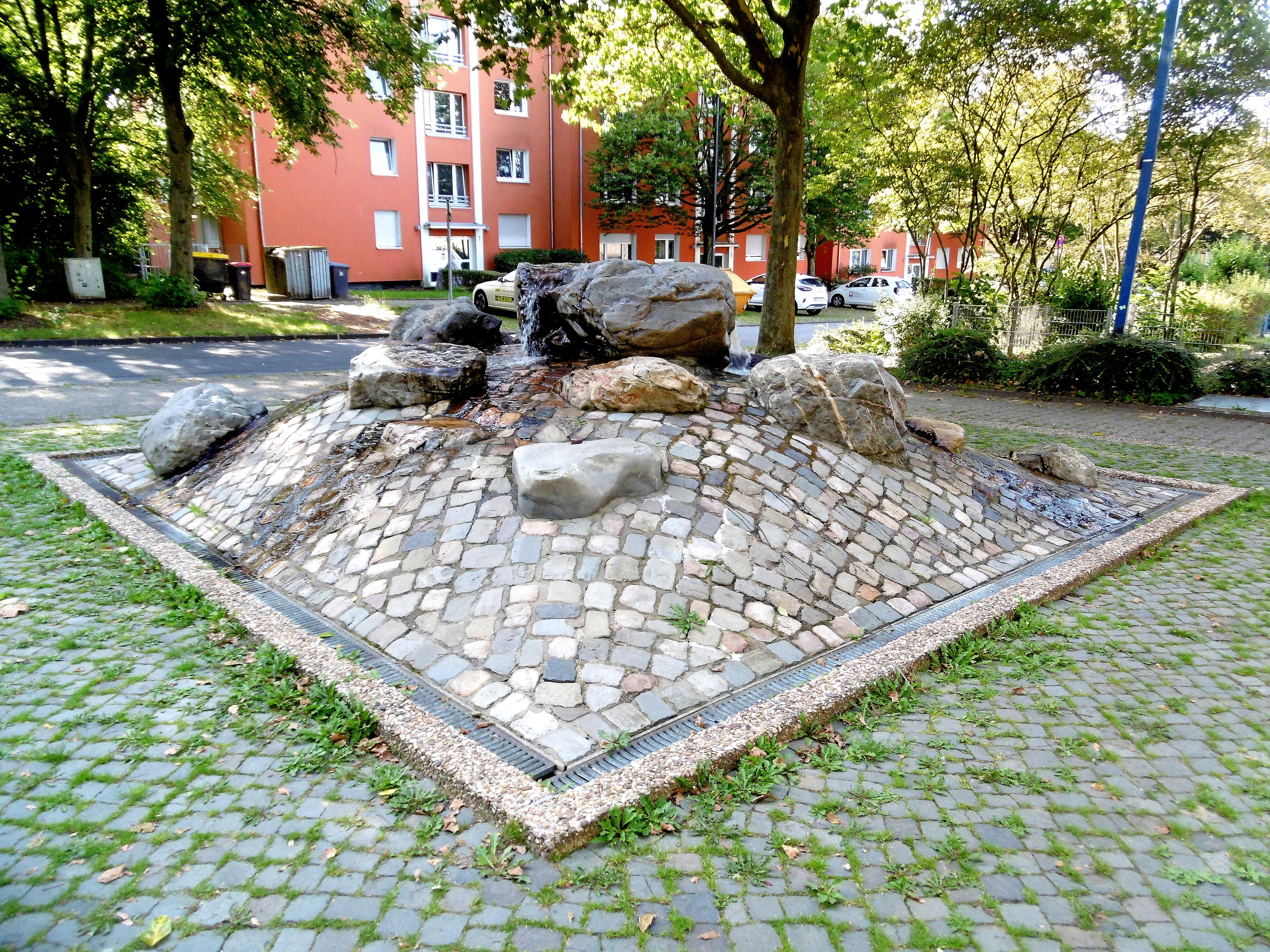
Brunnenanlage vor der GGS Schönforst
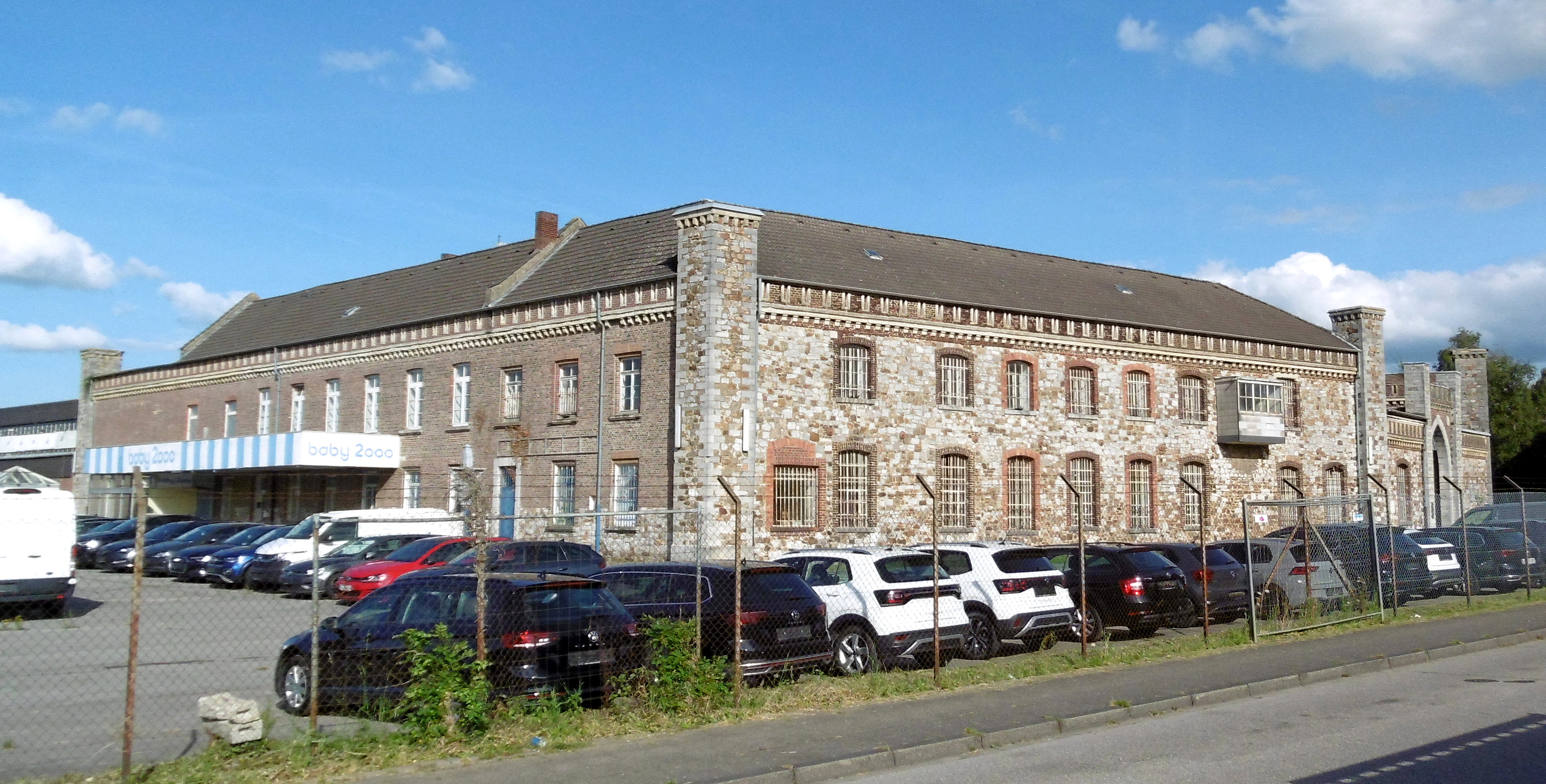
ehem. Tuchfabrik Niessen auf dem Gelände der vormaligen Burg Schönforst
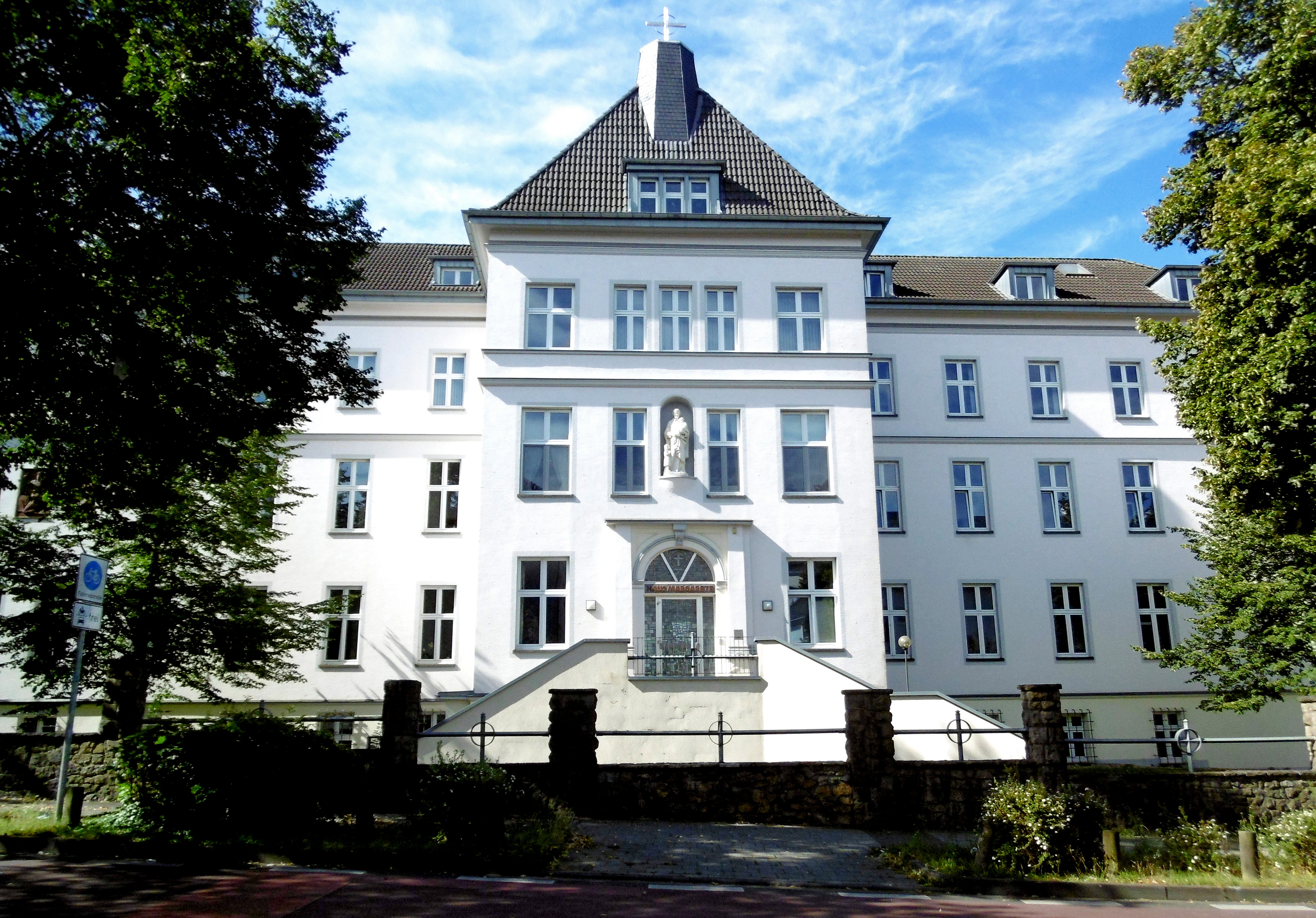
Ehem. Krankenhaus, nachfolgend Haus Margarethe

## Wappen
Die Gemeinde Forst führte das Wappen der Herren von Schönforst, erstmals Reinhard von Schönau.

## Die Herren von Schönforst

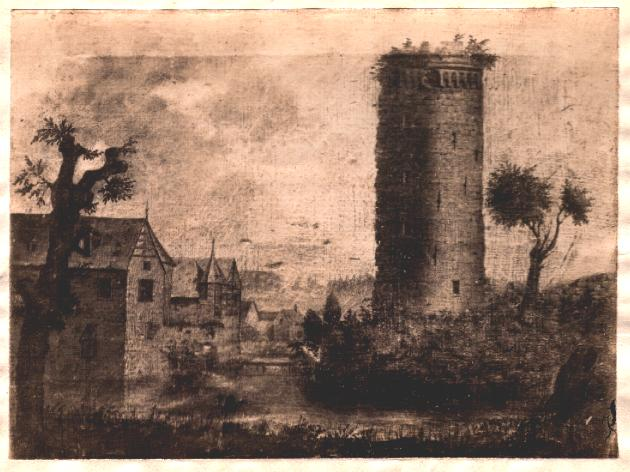
Ehemalige Burg Schönforst

Nachdem in der ersten Hälfte des 14. Jahrhunderts die Burg Schönforst an die Familie von Schönau (Stammsitz war das Schloss Schönau nördlich von Aachen im heutigen Vorort Richterich) kam, nannte sich dieses Adelsgeschlecht auch von Schönforst. Die Burg Schönforst selber sowie das kleine Gebiet zwischen Burtscheid und Kornelimünster ging bereits 1396 ebenso wie das Gebiet um Schönau durch kriegerische Auseinandersetzung an das Herzogtum Jülich verloren. Im Jahr 1710 tauschte Kurfürst Johann Wilhelm von Pfalz-Neuburg, zugleich Herzog von Jülich-Berg, Haus Schönforst mit dem Freiherrn Josef Clemens von Weichs gegen die Wasserburg Eller bei Düsseldorf.
Das bedeutendste Familienmitglied war Reinhard I. von Schönforst. Er kaufte 1353 große Teile der Erbschaft der Falkenburger nach deren Erlöschen von ihren Erben. Einen Teil (Euskirchen und die Nothberger Burg in Eschweiler) verkaufte Reinhard von Schönforst an das Herzogtum Jülich weiter. In dem Hauptteil der Erbschaft der Falkenburger, der Herrschaft Monschau, konnten sich die Nachkommen des Reinhard von Schönforst bis zum Erlöschen der Familie von Schönforst 1433 halten.
Die Geschichte der Familie ist beispielhaft eingehend untersucht worden. Insbesondere auch im Hinblick auf die Verbindungen dieser Familie in die Politik aller bedeutenden Territorien im Maas-Gebiet (vor allem Herzogtümer Jülich, Geldern und Brabant-Limburg) sowie bis zum Rhein (Kurköln).

## Die Herren von Drimborn
Die Herren von Drimborn bilden eine weitere Adelsfamilie, die seit dem 14. Jahrhundert in Burtscheid nachweisbar und deren Name eng mit Forst verbunden ist. Das von ihnen im 18. Jahrhundert errichtete und im Zweiten Weltkrieg stark zerstörte Rittergut Drimborn bestand bis 1956 und liegt im heutigen Tierpark Euregiozoo. Es ist Namensgeber der Gemeinschaftshauptschule Drimborn und des Aachener Tierpark im Drimborner Wäldchen. Die Ursprünge derer von Drimborn liegen offenbar im Dorf Dreiborn (heute Stadtteil von Schleiden, Eifel). Die Eiflia illustrata von Johann Friedrich Schannat zeigt bereits 1829 den Zusammenhang zwischen Drimborn, Trimborn und Dreiborn auf.

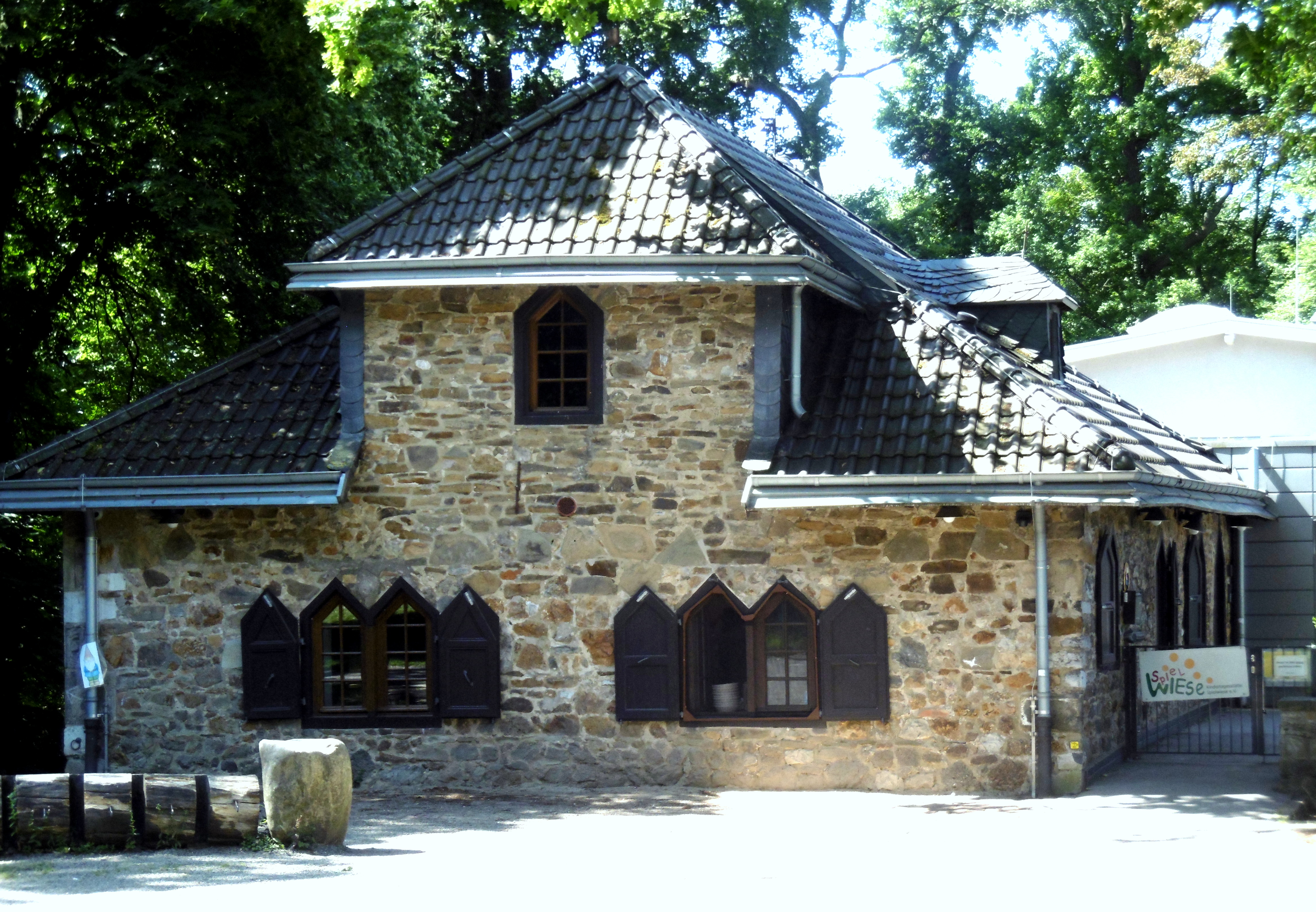
Haus Drimborn

Das Wappen derer von Drimborn besteht aus drei schräg laufenden Rosen im Wappenschild und darüber einem Helm mit Mütze, an deren Spitze sich eine weitere Rose befindet. Das Dorf Dreiborn in der Eifel trägt auch heute noch dieses Wappen. Als Hinweis auf das Wappen führen heute zwei Straßen in Forst die „Drei Rosen“ im Namen. Die drei Rosen finden sich auch im Bischofswappen des Aachener Weihbischofs Hermann Joseph Sträter, dessen Mutter Erbin und Urenkelin des Gutsbesitzers Hermann Isaac von Außem († 1825) war, der um 1777 das Drimborner Wäldchen zu einem Freilichtpark gestaltet hatte, aus dem später eine Gaststätte und heute (2024) ein Kindergarten geworden ist.

## Bauwerke (Auswahl)
- Lützow-Kaserne, sie wurde 1939 im Zuge der Remilitarisierung des Rheinlands erbaut und eingerichtet. Von 1946 bis 1964 wurde sie vom belgischen Militär genutzt und hieß TABORA Kaserne. Heute beherbergt sie die Technische Schule Landsysteme und Fachschule des Heeres für Technik.
- Die Theodor-Körner-Kaserne
- Das Polizeipräsidium Aachen an der Grenze zu Aachen-Brand, Bauphase ab September 2016 bis Umzug Anfang 2019.
- Das Wasserwerk des Eicher Stollens in Lintert
- Die römisch-katholische Filialkirche St. Bonifatius

## Verkehr

### Schienenverkehr
Der nächstgelegene Bahnhof ist Aachen-Rothe Erde, welcher an der Schnellfahrstrecke Köln – Aachen liegt. Er befindet sich im östlichen Aachener Stadtteil Rothe Erde unmittelbar an der Grenze zu Forst.

### Busverkehr
Die AVV-Buslinien 5, 10, 15, 16, 25, 27, 30, 35, 37, 45, 46, 55, 65 und 66 der ASEAG verbinden Forst mit Aachen-Mitte und zahlreichen weiteren Aachener Stadtteilen sowie mit Vaals, Walheim, Monschau und Stolberg. Zusätzlich verkehren in den Nächten vor Samstagen sowie Sonn- und Feiertagen die Nachtbuslinien N1, N5 und N60 der ASEAG. Zudem fährt montags bis freitags von der Haltestelle Schönforst eine Frühfahrt der Linie 73 über Forst, kommend von Freund und Brand zur Uniklinik sowie am frühen Vormittag von der Haltestelle Schönforst fährt eine weitere Fahrt der Linie 73 über Forst, kommend von Brand zur Uniklinik.
| Linie | Betreiber | Verlauf |
| ----- | --------- | --- |
| 5     | ASEAG     | Uniklinik – Westfriedhof – Schanz – Elisenbrunnen – Aachen Bushof – Kaiserplatz – Josefskirche – Bf Rothe Erde – Forst – Driescher Hof – Brand Schulzentrum – Brand |
| 10    | ASEAG     | Siegel – Burtscheid – Beverau – Forster Linde – Arlingtonstr. – Brand |
| 15    | ASEAG     | Elisenbrunnen – Aachen Bushof – Kaiserplatz – Josefskirche – Bf Rothe Erde – Forst – Brand – Krauthausen – Dorff – Breinig (– Breinigerberg – Vicht – Fleuth – Mausbach – Diepenlinchen) |
| 16    | ASEAG     | Aachen Bushof – Bf Rothe Erde – Tierpark – Forster Linde – Lintert – Hitfeld – Oberforstbach – Schleckheim – (Pascalstr. –) Nütheim – Walheim – Schmithof – Sief (– Lichtenbusch) |
| 25    | ASEAG     | Vaals (NL) – Vaalserquartier (D) – Westfriedhof – Schanz – Elisenbrunnen – Aachen Bushof – Kaiserplatz – Bf Rothe Erde – Forst – Brand – Freund – Büsbach – Stolberg Altstadt – Stolberg Mühlener Bf (– Atsch Dreieck) |
| 27    | ASEAG     | Brand – Gewerbegebiet Eilendorf Süd – Forst – Bf Rothe Erde – Frankenberger Viertel – Normaluhr – Theater – Elisenbrunnen – Aachen Bushof – Ponttor – Laurensberg – Niersteiner Höfe – Vetschau – Bank |
| 30    | ASEAG     | (Vaals (NL) – Vaalserquartier (D) – Westfriedhof –) Ronheider Weg – Burtscheid – Beverau – Forst Adenauerallee – Fringsgraben – Hüls – ASEAG – Prager Ring – (Haaren –) Eulershof (– Alter Tivoli – Ehrenmal/ Lousberg – Ponttor – Westbahnhof – Süsterau – Campus Melaten – Uniklinik) |
| 35    | ASEAG     | Vaals Grenze – Vaalserquartier – Westfriedhof – Schanz – Elisenbrunnen – Aachen Bushof – Kaiserplatz – Bf Rothe Erde – Forst – Brand – Kornelimünster – Walheim – Hahn – Breinig |
| 37    | ASEAG     | Brand – Gewerbegebiet Eilendorf Süd – Forst – Bf Rothe Erde – Frankenberger Viertel – Normaluhr – Theater – Elisenbrunnen – Aachen Bushof – Ponttor – Laurensberg – Orsbach – Lemiers |
| 45    | ASEAG     | Uniklinik – Kullen – Westfriedhof – Schanz – Elisenbrunnen – Aachen Bushof – Kaiserplatz – Bf Rothe Erde – Forst – Driescher Hof – Brand Schulzentrum (– Brand) |
| 46    | ASEAG     | Aachen Bushof – Bf Rothe Erde – Tierpark – Forster Linde – Lintert – Hitfeld – Oberforstbach – Schleckheim – Nütheim – Walheim – Hahn – Venwegen Abzweigung – Breinig Entengasse –Mulartshütte – Rott – Dreilägerbachtalsperre – Roetgen Post |
| 55    | ASEAG     | Vaals Grenze – Vaalserquartier – Westfriedhof – Schanz – Elisenbrunnen – Aachen Bushof – Kaiserplatz – Bf Rothe Erde – Forst – Brand – Kornelimünster – Schleckheim – Oberforstbach / Oberforstbach Gewerbegebiet – Lichtenbusch |
| 65    | ASEAG     | Elisenbrunnen – Aachen Bushof – Kaiserplatz – Bf Rothe Erde – Forst – Brand – Kornelimünster – Schleckheim – Oberforstbach Gewerbegebiet – Lichtenbusch |
| 66    | ASEAG     | Während der Sperrung der B258 in Konzen wird Konzen nur vom Schülerverkehr und vom NetLiner bedient. Aachen Bushof – Kaiserplatz – Josefskirche – Bf Rothe Erde – Forst – Brand – Kornelimünster – Walheim – Friesenrath – Roetgen –Konzen Bf. – Breitestr. – Am Gericht – Imgenbroich – Monschau |
| 73    | ASEAG     | Uniklinik – Campus Melaten – Hörn – Westbahnhof – Ponttor – Aachen Bushof – Kaiserplatz – Josefskirche – Bf Rothe Erde – Mataréstraße (← Brand ← Freund / Niederforstbach) |
| N1    | ASEAG     | Nachtexpress: nur in den Nächten vor Samstagen sowie Sonn- und Feiertagen Elisenbrunnen → Aachen Bushof → Kaiserplatz → Josefskirche → Bf Rothe Erde → Forst → Brand → Kornelimünster → Walheim → Schleckheim → Oberforstbach → Burtscheid → Marienhospital → Theater → Elisenbrunnen |
| N5    | ASEAG     | Nachtexpress: nur in den Nächten vor Samstagen sowie Sonn- und Feiertagen Aachen Bushof → Elisenbrunnen → Misereor → Aachen Hbf → Marienhospital → Burtscheid → Lichtenbusch → Oberforstbach → Schleckheim → Kornelimünster → Niederforstbach → Brand → Forst → Bf Rothe Erde → Frankenberger Viertel → Aachen Hbf → Misereor → Elisenbrunnen |
| N60   | ASEAG     | Während der Sperrung der B258 kann der Nachtexpress in Konzen nur die Haltestellen Konzen Bf. und Breitestr. bedienen. Aus Zeitgründen kann Imgenbroich nicht bedienen. Nachtexpress: nur in den Nächten vor Samstagen sowie Sonn- und Feiertagen Aachen Hauptbahnhof → Elisenbrunnen → Aachen Bushof → Kaiserplatz → Josefskirche → Bf Rothe Erde → Forst → Brand → Kornelimünster → Walheim → Hahn → Rott → Roetgen → Lammersdorf → Rollesbroich → Witzerath → Simmerath → Strauch Am Roßbach → Kesternich → Am Gericht → Konzen Breitestr. → Konzen Bf. → Roetgen → Friesenrath → Walheim |

## Söhne und Töchter des Stadtteils Aachen-Forst
- Johann Peter Anselm Nickes (1825–1866), Benediktiner
- Hermann Joseph Sträter (1866–1943), Weihbischof im Erzbistum Köln und später im Bistum Aachen